# Travailleurs palestiniens en Israël
Depuis la création d'Israël, un grand nombre de Palestiniens vont y chercher du travail en raison du manque d'opportunités dans les territoires occupés ainsi que de l'élévation des salaires en Israël. Ces Palestiniens constituent une main-d’œuvre bon marché pour les employeurs israéliens. Avant les accords d'Oslo, environ un tiers des habitants de la Cisjordanie et de la bande de Gaza travaillaient en Israël, notamment dans le domaine de la construction. Pour pouvoir travailler en Israël, les hommes palestiniens doivent être mariés avec des enfants et avoir au minimum 35 ans. Une limite d’âge de 25 ans est accordée aux travailleurs dans les zones industrielles. Les travailleurs sont appelés à obtenir une carte magnétique, ensuite un permis de travail auprès d’un employeur israélien.

## L’après-Oslo
La période post Oslo a connu une diminution significative du nombre de Palestiniens travaillant en Israël à cause de la politique de bouclage des territoires occupés, introduite par Rabin et qui s'est renforcée après les accords d'Oslo. Cette politique consiste à empêcher et réduire le mouvement de main-d’œuvre, des marchandises et des facteurs de production entre les territoires occupés et Israël, ainsi qu’entre, et au sein de la bande de Gaza et la Cisjordanie. Un bouclage total se solde par une perte de 4 à 6 millions de dollars américains par jour. les bouclages privent ceux parmi eux qui travaillent en Israël de leurs avantages : une interruption de l'activité professionnelle de trois mois par exemple leur fait perdre les avantages et indemnités de l'assurance nationale. L'allègement de la politique des bouclages entre 1997 et 2000 a permis une augmentation du nombre de Palestiniens travaillant en Israël. Ainsi, 20 % de la population des territoires palestiniens travaillaient en Israël.

## Période post-Intifada
Après l'éclatement de la Seconde Intifada en 2000, la politique de bouclage s'est endurcie, la construction de la barrière de séparation a limité le mouvement de la population palestinienne ainsi que le transport de biens et de services.
Le chômage augmente alors d'une manière exponentielle et l'économie palestinienne chute. Le nombre de Palestiniens travaillant en Israël diminue considérablement avec 100 000 personnes en moins par rapport à la période précédant l'Intifada. Cette main-d’œuvre est remplacée par des travailleurs immigrés des Philippines, de la Chine, de la Thaïlande et des pays de l’Europe de l’Est. Le pourcentage des femmes employées en Israël, estimé à 4,2 % en 2004. Par ailleurs, des violations au droit du travail (employés non déclarés ...) ont été signalées. Ces pratiques empêchent alors les employés de jouir des droits fixés par la loi israélienne, comme la sécurité sociale, l’assurance, et l’indemnisation. 
Que représentent les chiffres dans le tableau ?[précision nécessaire]
| 1987    | 1991    | 1992    | 1993   | 1996   | 1998   | janvier 2000 | mi 2002 | fin 2002 | janvier 2004 | mars   |
| ------- | ------- | ------- | ------ | ------ | ------ | ------------ | ------- | -------- | ------------ | ------ |
| 180 000 | 100 000 | 116 000 | 65 000 | 35 000 | 56 000 | 125 000      | 7 532   | 31 018   | 17 000       | 33 386 |